# Ljungbyheds Militärhistoriska Museum
Ljungbyheds Militärhistoriska Museum är ett arbetslivsmuseum och militärhistoriskt museum i Ljungbyhed i Skåne.
Museet, som invigdes den 5 juni 1998, är inrymt i en gammal husarmäss från 1860-talet som har återställts till det utseende den hade på 1880-talet och några andra byggnader.
I husarmässen finns utställningar om  Skånska husarregementets verksamhet på platsen och föremål  från de gamla regementena.
I en intilliggande förläggning visas flygets och Krigsflygskolans utveckling i Ljungbyhed. De utställda skolflygplanen saknar vingar  men ger ändå ett bra intryck med kabiner och instrumentbrädor.
Museets bibliotek och stora  bildarkiv inryms i en gammal expeditionsbyggnad, som dock bara är öppen på förfrågan.
Byggnaderna är k-märkta.